# The New Day
The New Day é uma dupla de luta livre profissional composta por Kofi Kingston e Xavier Woods que trabalha para a WWE no programa Smackdown A dupla foi anteriormente conhecida como um trio que incluía o ex-membro Big E.
O New Day é uma das equipes mais populares da história da WWE detendo vários recordes, incluindo o reinado mais longo da história da divisão de duplas da WWE com 483 dias, e a equipe que mais vezes conquistou o Campeonato de Duplas do SmackDown. Enquanto como um trio, The New Day defendeu todos os seus títulos dee duplas sob a regra Freebird , com todos os três membros sendo reconhecidos como campeões.
Eles estrearam no Raw de 21 de julho de 2014, fazendo sua estreia oficial como New Day apenas em novembro daquele ano. Eles venceram o título de duplas pela primeira no evento Extreme Rules, e pela segunda vez no SummerSlam.
Os primeiros meses do grupo foram marcados por reações negativas de fãs e críticos, mas depois de virarem vilões em abril de 2015, eles começaram a receber elogios por serem divertidos, bem como por suas performances no ringue. Em 2015, os três foram eleitos como os lutadores do ano na WWE pela revista Rolling Stone, recebendo também os prêmios de dupla do ano da Pro Wrestling Illustrated e de melhores personagens pela Wrestling Observer Newsletter.

## História
Kofi Kingston tem trabalhado para WWE desde o início de 2008 e já ganhou vários títulos em sua carreira. Big E começou sua carreira no NXT, tornando-se campeão de lá após derrotar Seth Rollins. Ele fez sua estréia no plantel principal no Raw de 17 de dezembro de 2012 atacando John Cena e juntando-se com Dolph Ziggler e AJ Lee. Xavier Woods veio para a WWE em 2010 e trabalhou no NXT até o 18 de novembro de 2013, quando fez sua estréia no plantel principal.
No Raw de 21 de julho de 2014, após Big E e Kingston serem derrotados em uma luta de duplas, Woods confrontou-os, declarando que não poderia "ir para frente beijando bebês e apertando as mãos". Em vez disso, faria o "seu tempo". A dupla aceitou a oferta Woods, e no dia seguinte no Main Event, Woods gerenciou Big E e Kingston para e foi decisivo para a vitória destes sobre SlaterGator. No entanto, o grupo desapareceu da televisão logo depois, mas continuaram seus caminhos separados.

### O início do The New Day (2014–2015)
A partir do Raw de 3 de novembro, a WWE começou a ser exibir vinhetas para Big E, Kingston e Woods, como um grupo agora sendo anunciado como "The New Day". Eles fizeram sua estréia no ringue no SmackDown de 28 de novembro, onde venceram SlaterGator e Mr.Axelmania. No Raw de 1 de dezembro, Woods e Kingston competiram uma uma luta tag team turmoil para determinar os desafiantes ao WWE Tag Team Championship, eliminando Gold e Stardust, antes de serem eliminado por Tyson Kidd e Cesaro. No pré-show do TLC: Tables, Ladders and Chairs...and Stairs, Big E e Kingston derrotaram Gold e Stardust. No Raw de 5 de janeiro, enquanto Big E estava a perto de uma vitória contra Adam Rose, a equipe de Tyson Kidd e Cesaro disfarçaram de Rosebuds e interferiram, fazendo com que ele vencesse por desqualificação. No Royal Rumble, a série de vitórias da The New Day chegou ao fim quando Cesaro e Tyson Kidd derrotaram Kingston e Big E.

### Campeões de duplas (2015–2017)

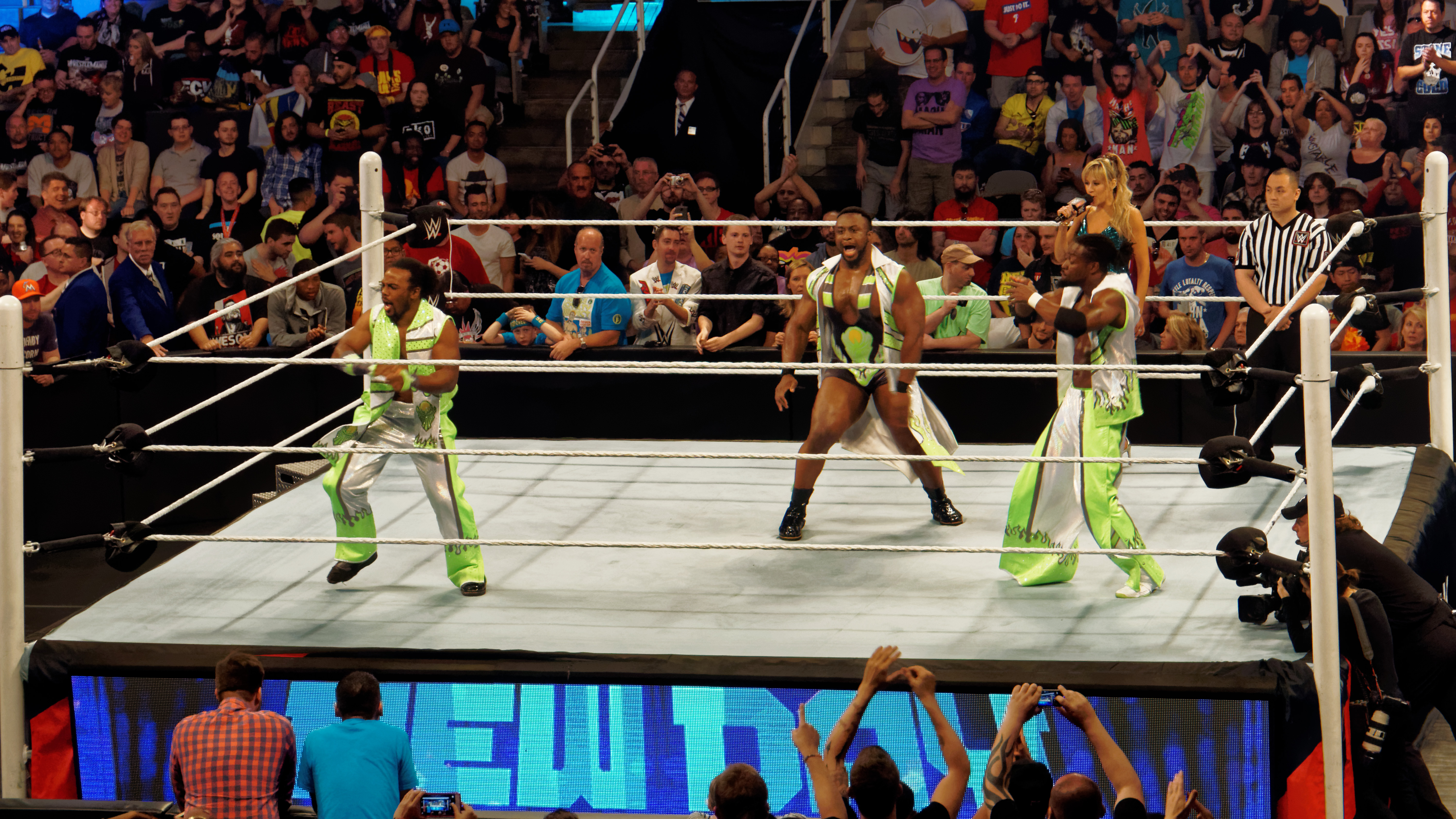
A New Day em março de 2015.

No pré-show do WrestleMania 31, o WWE Tag Team Championship foi defendido em uma luta de quatro duplas, com a New Day incluída, mas eles não conseguiram ganhar os títulos. Na noite seguinte, no Raw, eles estavam envolvidos em uma luta de quaretos ao lado dos The Lucha Dragons contra Cesaro, Kidd e a The Ascension. Durante o combate, o público ao vivo respondeu negativamente a New Day com cantos de "New Day fede!", que continuaram nas semanas seguintes. Quando perguntados sobre a desaprovação do público em uma entrevista nos bastidores no episódio de 6 de abril do Raw, a New Day alegou que eles foram feridos e responderam em um tom mais agressivo, mas mantiveram sua natureza otimista. Durante o seu confronto seguinte contra os Lucha Dragons, Kingston, mesmo não lutando, tentou trapacear a favor de seu time para conseguir a vitória, mas a New Day acabou por ser derrotada. Este ato solidificaria o trio como vilões. Na edição de 20 de abril do Raw, eles derrotaram os derrotou os Lucha Dragons para se tornar nos desafiantes ao WWE Tag Team Championship no Extreme Rules após Woods segurar os pés de Sin Cara impedindo-o de responder a contagem de 10.
No Extreme Rules, a New Day derrotou Tyson Kidd e Cesaro para capturar o WWE Tag Team Championship. Apesar Big E e Kingston ser os participantes, a WWE também reconheceu Woods como campeão sob a regra Freebird, em que quaisquer dois membros podem defender os títulos em uma luta. No SmackDown, Kidd e Cesaro invocaram sua revanche pelos títulos, mas a New Day venceu por desqualificação, mantendo assim os títulos. No Payback, eles defenderam com sucesso seu título contra Cesaro e Kidd numa luta de duas quedas. No Raw antes de 25 de maio, eles tiveram que lutar em um combate 3-contra-10 contra a The Ascension, The Lucha Dragons, Los Matadores, Prime Time Players e Ceraro e Tyson kidd, e ganharam por desqualificação quando todas as duplas invadiram o ringue. No Elimination Chamber, ocorreu a primeira Elimination Chamber de duplas, que envolveu a New Day contra os Ascension, Lucha Dragons, Los Matadores, Cesaro e Kidd e os Prime Time Players, onde mais uma vez a New Day manteve o título. Durante o Money in the Bank, Kingston competiu na luta homônima, mas não ganhou, enquanto que Woods e Big E perderam o WWE Tag Team Championship para os Prime Time Players.
Durante o evento The Beast in the East em 4 de julho de 2015, todos os membros da New Day competiram: Langston e Woods enfrentaram e perderam para os Lucha Dragons, enquanto Kingston foi derrotado por Brock Lesnar. No dia 19 de julho, durante o pay-per-view Battleground, Big E e Kofi invocaram sua cláusula de revanche pelo Campeonato de Duplas da WWE, mas novamente foram derrotados pelos Prime Time Players (Darren Young e Titus O'Neil). A New Day novamente recebeu outra chance pelos títulos de duplas, agora no SummerSlam, juntamente com os Los Matarores e Lucha Dragons, onde Big E e Kingston novamente se tornaram nos campeões.
No Raw da noite seguinte ao SummerSlam, em 24 de agosto, após derrotarem Kalisto e Sin Cara, os membros da New Day foi interrompidos pelos Dudley Boyz (Bubba Ray e D-Von Dudley), que estavam fazendo seu retorno a WWE. Eles atacaram Big E e Kingston, e aplicaram seu movimento de finalização 3D em Woods numa mesa. Na semana seguinte, os Dudleys derrotaram Big E e Kingston. No Raw de 14 de setembro, Big E e Kofi derrotaram os Prime Time Players em uma revanche pelo título, deste modo enfrentando os Dudley Boyz no Night of Champions, onde perderam por desqualificação, mas continuaram como campeões. No Raw de 28 de setembro, Woods respondeu ao desafio aberto de John Cena pelo United States Championship, que Cena ganhou por desqualificação depois que Kingston e Big E interferiram na luta. No WWE Live From Madison Square Garden em 3 de outubro, os Dudley Boyz mais uma vez derrotaram Big E e Kofi Kingston por desqualificação, jogando-os contra mesas após a luta. No Raw de 19 de outubro, a New Day derrotou o time dos Dudleyz e John Cena. Entretanto, após o combate, novamente Woods foi jogado contra uma mesa, lesionando-o na história. No Hell in a Cell, Big E e Kingston venceram Bubba Ray e D-Von pelo WWE Tag Team Championship usando o trombone de Woods, terminando a rivalidade entre eles.
No Survivor Series, a New Day participou de uma das lutas Survivor Series 5-contra-5 de eliminação, liderando sua própria equipe, que também contava com King Barrett e Sheamus, onde perderam para o time de Ryback, Usos e Lucha Dragons; Woods e Kingston abondaram o combate depois que Big E foi eliminado. Um mês depois, no TLC: Tables, Ladders & Chairs, Kingston e Big E defenderam com sucesso o título de duplas em uma luta de escadas contra os Usos e os Lucha Dragons. Eles novamente mantiveram os títulos contra Kalisto e Sin Cara no SmackDown de 22 de dezembro e contra os Usos no Royal Rumble.
Durante o Fastlane, o grupo começou a zombar da League of Nations (Alberto Del Rio, King Barrett, Rusev e Sheamus). Nas semans seguintes, eles continuaram a zombar o grupo, transformando-os em mocinhos no processo. A New Day defendeu o Campeonato de Duplas da WWE com sucesso contra Barrett e Sheamus no Roadblock, e na noite seguinte, no Raw, contra Del Rio e Rusev, quando foram atacados após a luta. Isto levou a uma luta entre os dois grupos no WrestleMania 32, que a League of Nations ganhou. Entretanto, no Raw da noite seguinte, Big E e Kingston efenderam com sucesso seus títulos contra Rusev e Barrett.
No Raw de 11 de abril, Shane McMahon começou um torneio para determinar os desafiantes ao Campeonato de Duplas da WWE. A final, que ocorreu no Payback, entre Enzo Amore e Big Cass contra os Vaudevillains (Aiden English e Simon Gotch), acabou sem vencedor depois que Amore sofreu uma concussão legítima durante a luta. Como resultado, a New Day defendeu o título contra os Vaudevillains no Extreme Rules, saindo novamente vencedores.
No Raw de 30 de maio, a New Day derrotou os Vaudevillains por desqualificação depois de serem atacados por Luke Gallows e Karl Anderson. Na semana seguinte, a New Day foi derrotado pelo The Club (AJ Styles, Anderson e Gallows) , antes de serem salvos por John Cena. Na mesma noite, Stephanie McMahon anunciou que o grupo defenderia o Campeonato de Duplas da WWE contra essas três outras equipes no Money in the Bank. Na semana seguinte, os Vaudevillains derrotaram Enzo Amore e Big Cass por desqualificação. Mais tarde naquela noite, Gallows e Anderson derrotaram os campeões. Stephanie McMahon então anunciou que a New Day defenderia o Campeonato de Duplas da WWE contra o The Club, os Vaudevillains e Enzo Amore e Big Cass em uma luta fatal 4-way de duplas no Money in the Bank, onde saíram vencedores.

## Personagens e recepção

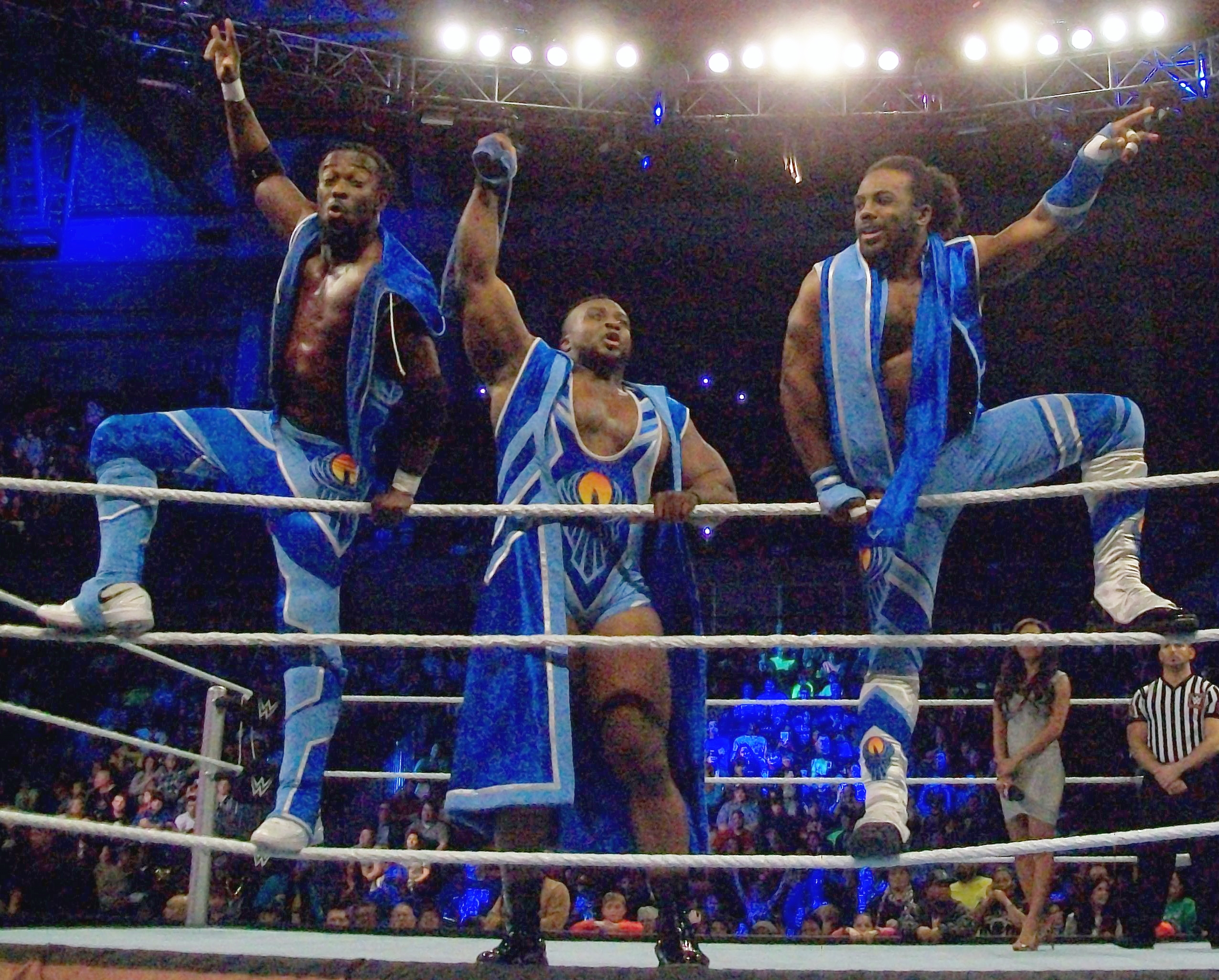
A New Day em janeiro de 2015.

Inicialmente caracterizada como personagens black gospel estereotipados, a New Day recebeu muitas críticas negativas dos fãs e críticos. Jim Ross comentou que "fãs de wrestling de hoje podem ser um pouco duros com o trio talentoso", devido a New Day "vestir um Carolina azul e defendendo tal positividade". Pro Wrestling Dot Net escreveu que a New Day "parece ser tudo sobre sorrisos e danças, em um dos três estereótipos raciais que a WWE atribui aos seus talentos afrodescendentes". O The A.V. Club também descreveu as personagens da New Day como sendo "racistas".
O grupo então desenvolveu sua própria identidade única, muitas vezes demonstrando alegria e positividade, incentivando a plateia ao vivo a bater palmas junto com eles. Na segunda metade de 2015, Woods começou a trazer um trombone ao ringue, tocando-o durante a entrada e as lutas do grupo, o nomeando "Francesca". Também no final de 2015, um unicórnio foi incorporado na camisa da New Day, e o trio começou a fazer gestos de unicórnio, usando seus dedos como chifres, com os repórteres observando que eles tinham "mágica do unicórnio". O grupo mais tarde começou a usar chifres de plástico de unicórnios durante suas entradas. Uma de suas táticas de ataque também foi nomeada após este tema. Também em 2015, a New Day começou a usar a palavra "booty" como seu slogan, usando-o ocasionalmente para zombar outros lutadores e a cidade-sede onde os eventos da WWE aconteciam, como chamar Birmingham de "Bootyham". Em 2016, o grupo introduziu seu cereal "Booty-O's", que fez parte da entrada deles no WrestleMania 32, com camisas sendo criadas posteriormente.
Em grande contraste com a versão baseada no black gospel, a nova versão baseada em positividade do grupo começou a ter uma recepção muito mais positiva de fãs e críticos em meados de 2015, depois que eles se tornaram vilões e tiveram bons combates e promos. Kenny Herzog do Rolling Stone nomeou o grupo como os lutadores do ano da WWE em 2015, descrevendo-os como "um trio grandioso da luta livre" que foram "transformados de lixo enfadonho para uma fonte de entretenimento constante". No início de 2016, Aaron Oster do The Baltimore Sun descreveu-os como "o ato de luta livre mais divertido dos últimos anos". No final de 2015, o grupo ganhou o prêmio de melhor personagem do Wrestling Observer. No entanto, algumas críticas permaneceram, como as Jim Ross e Jason Powell do ProWrestling.net, sugerindo que a New Day deveria tentar ser detestável para o público ao invés de ser cômico, e em janeiro de 2016, na sequência do Royal Rumble, James Caldwell do Pro Wrestling Torch, observou que os adversários favoritos dos fãs do grupo eram "vaiados desde que a New Day se tornou muita divertida", acrescentando que o grupo "não age excessivamente como vilões para receber vaias. Por isso, [os adversários] continuam a sofrer frente a New Day".

## No wrestling
- Movimentos de finalização duplos:
  - Midnight Hour (Combinação Over-the-shoulder facebuster (Big E) e diving DDT (Kingston ou Woods))
  - Combinação Pendulum backbreaker (Big E, Kingston ou Woods) / diving double foot stomp (Kingston ou Woods)[60][61][62]
- Movimentos de finalização duplos/triplos:
  - Unicorn Stampede (Vários chutes em um oponente cercado no corner),[63][64][65] às vezes seguido por um Irish whip (Big E) em um corner dropkick (Kingston)[66][67]
- Movimentos de finalização de Big E
  - Big Ending[68] (Over-the-shoulder facebuster)[69][70]
  - Running splash
- Movimentos de finalização de Kofi Kingston
  - Trouble in Paradise[71] (Jumping corkscrew roundhouse kick)
  - SOS (Ranhei)[72][73]
- Movimentos de finalização de Woods
  - Lost in the Woods[68] (Inverted stomp facebreaker)[74]
  - Shining Wizard[75]
- Alcunhas
  - "The Unicorns"[76][77]
- Temas de entrada
  - "New Day, New Way" por Jim Johnston[78] (28 de novembro de 2014–presente)

## Títulos e prêmios
- Pro Wrestling Illustrated
  - Dupla do Ano (2015)[79]
- Rolling Stone
  - Regresso do Ano (2015)[80]
  - Lutadores do ano da WWE[80]
- Wrestling Observer Newsletter
  - Melhor personagem (2015)[59]
- WWE
  - WWE Championship (1 vez) – Kofi Kingston
  - WWE (Raw) Tag Team Championship (3 vezes)[81][82] – Kingston, Big E, e Woods (2), e Kingston e Woods (1)
  - WWE SmackDown Tag Team Championship (7 vezes)[83] – Kingston, Big E, e Woods (6), e Kingston e Woods (1)